# Liste der Jugendolympiasieger im Biathlon

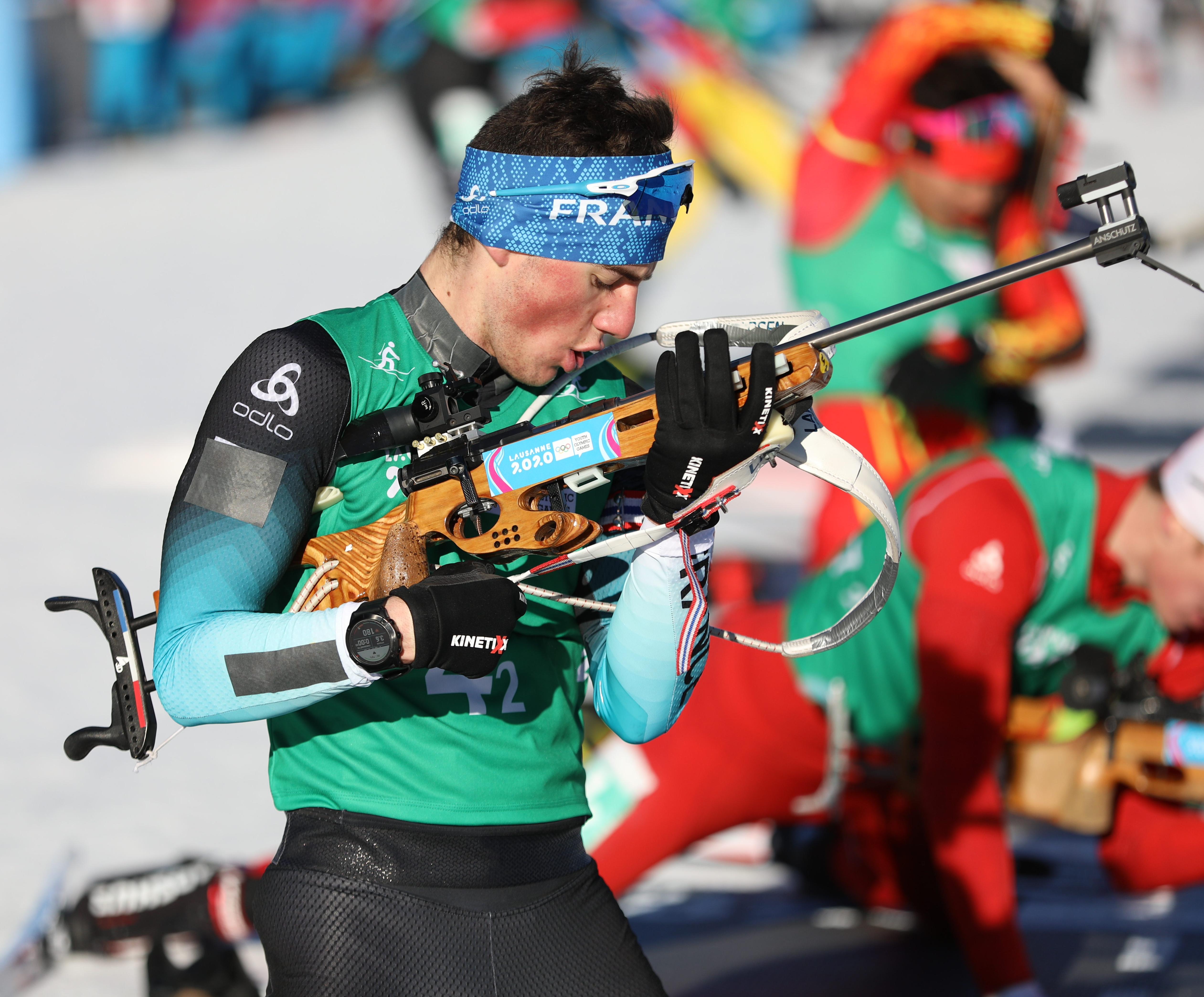
Mathieu Garcia bei den Olympischen Jugendspielen 2020

Die Liste der Jugendolympiasieger im Biathlon listet alle Sieger sowie die Zweit- und Drittplatzierten der Biathlonwettbewerbe bei den Olympischen Jugend-Winterspielen, gegliedert nach Männern und Frauen und den einzelnen Wettbewerben, auf. Im weiteren Teil werden alle Biathleten, die mindestens eine Medaille gewinnen konnten, aufgelistet.

## Wettbewerbe

### Männer
Die Biathlonwettbewerbe der Herren umfassen folgende Disziplinen:
- 12,5 km Einzel seit den Spielen von 2020 mit zwei Wettbewerben.
- 7,5 km Sprint seit den Spielen von 2012 mit vier Wettbewerben.
- 10 km Verfolgung bei den Spielen von 2012 und 2016 mit zwei Wettbewerben.

#### Einzel 12,5 km
| Olympia | Gold            | Silber          | Bronze           |
| ------- | --------------- | --------------- | ---------------- |
| 2020    | Oleg Domitschek | Lukas Haslinger | Mathieu Garcia   |
| 2024    | Antonin Guy     | Storm Veitsle   | Markus Sklenárik |

#### Sprint 7,5 km
| Olympia | Gold           | Silber                | Bronze         |
| ------- | -------------- | --------------------- | -------------- |
| 2012    | Cheng Fangming | Rene Zahkna           | Aristide Bègue |
| 2016    | Émilien Claude | Sivert Guttorm Bakken | Jegor Tutmin   |
| 2020    | Marcin Zawół   | Denis Irodow          | Vegard Thon    |
| 2024    | Antonin Guy    | Tov Røysland          | Flavio Guy     |

#### Verfolgung 10 km
| Olympia | Gold                  | Silber       | Bronze                 |
| ------- | --------------------- | ------------ | ---------------------- |
| 2012    | Niklas Homberg        | Rene Zahkna  | Cheng Fangming         |
| 2016    | Sivert Guttorm Bakken | Jegor Tutmin | Said Karimulla Chalili |

### Frauen
Die Biathlonwettbewerbe der Damen umfassen folgende Disziplinen:
- 10 km Einzel seit den Spielen von 2020 mit zwei Wettbewerben.
- 6 km Sprint seit den Spielen von 2012 mit vier Wettbewerben.
- 7,5 km Verfolgung bei den Spielen von 2012 und 2016 mit zwei Wettbewerben.

#### Einzel 10 km
| Olympia | Gold             | Silber         | Bronze                   |
| ------- | ---------------- | -------------- | ------------------------ |
| 2020    | Aljona Mochowa   | Jeanne Richard | Julija Kawaleuskaja      |
| 2024    | Ilona Plecháčová | Marie Keudel   | Nayeli Mariotti Cavagnet |

#### Sprint 7,5 km
| Olympia | Gold             | Silber                   | Bronze           |
| ------- | ---------------- | ------------------------ | ---------------- |
| 2012    | Franziska Preuß  | Galina Wischnewskaja     | Uljana Kaischewa |
| 2016    | Juliane Frühwirt | Marthe Kråkstad Johansen | Arina Pantowa    |
| 2020    | Aljona Mochowa   | Anastassija Senowa       | Anna Andexer     |
| 2024    | Carlotta Gautero | Ela Sever                | Polina Puzko     |

#### Verfolgung 10 km
| Olympia | Gold                | Silber                   | Bronze               |
| ------- | ------------------- | ------------------------ | -------------------- |
| 2012    | Uljana Kaischewa    | Franziska Preuß          | Galina Wischnewskaja |
| 2016    | Chrystyna Dmytrenko | Marthe Kråkstad Johansen | Lou Jeanmonnot       |

### Mixed
Die gemischten Biathlonwettbewerbe umfassen folgende Disziplinen:
- 4 × 6 km Mixedstaffel (2016 4 × 7,5 km) seit den Spielen von 2012 mit vier Wettbewerben.
- 2 × 6 km + 2 × 7,5 km Biathlon/Skilanglauf-Mixedstaffel bei den Spielen von 2012 mit einem Wettbewerb.
- 6 km + 7,5 km Single-Mixed-Staffel seit den Spielen von 2016 mit drei Wettbewerben.

#### Mixedstaffel
| Olympia | Gold                                                                                                  | Silber                                                                      | Bronze                                                                          |
| ------- | --- | --------------------------------------------------------------------------- | ------------------------------------------------------------------------------- |
| 2012    | Deutschland Franziska Preuß Laura Hengelhaupt Maximilian Janke Niklas Homberg                         | Norwegen Kristin Sandeggen Karoline Næss Håkon Livik Kristian André Aalerud | Frankreich Léa Ducordeau Chloé Chevalier Fabien Claude Aristide Bègue           |
| 2016    | Norwegen Marit Øygard Marthe Kråkstad Johansen Fredrik Qvist Bucher-Johannessen Sivert Guttorm Bakken | Deutschland Juliane Frühwirt Franziska Pfnür Simon Groß Danilo Riethmüller  | Italien Samuela Comola Irene Lardschneider Cedric Christille Patrick Braunhofer |
| 2020    | Italien Martina Trabucchi Linda Zingerle Nicolò Betemps Marco Barale                                  | Russland Aljona Mochowa Anastassija Senowa Denis Irodow Oleg Domitschek     | Frankreich Fany Bertrand Léonie Jeannier Théo Guiraud-Poillot Mathieu Garcia    |
| 2024    | Italien Nayeli Mariotti Cavagnet Carlotta Gautero Hannes Bacher Michel Deval                          | Frankreich Alice Dusserre Louise Roguet Flavio Guy Antonin Guy              | Tschechien Heda Mikolášová Ilona Pecháčová Jakub Neuhauser Lukáš Kulhánek       |

#### Mixedstaffel Biathlon/Skilanglauf
| Olympia | Gold                                                                           | Silber                                                                            | Bronze                                                                     |
| ------- | ------------------------------------------------------------------------------ | --------------------------------------------------------------------------------- | -------------------------------------------------------------------------- |
| 2012    | Deutschland Franziska Preuß Victoria Carl Maximilian Janke Christian Stiebritz | Russland Uljana Kaischewa Anastassija Sedowa Iwan Galuschkin Alexander Seljaninow | Vereinigte Staaten Anna Kubek Heather Mooney Sean Doherty Patrick Caldwell |

#### Single-Mixed-Staffel
| Olympia | Gold                                      | Silber                                                             | Bronze                                     |
| ------- | ----------------------------------------- | ------------------------------------------------------------------ | ------------------------------------------ |
| 2016    | Volksrepublik China Meng Fanqi Zhu Zhenyu | Norwegen Marthe Kråkstad Johansen Fredrik Qvist Bucher-Johannessen | Russland Jekaterina Ponedelko Jegor Tutmin |
| 2020    | Frankreich Jeanne Richard Mathieu Garcia  | Italien Linda Zingerle Marco Barale                                | Schweden Sara Andersson Oscar Andersson    |
| 2024    | Frankreich Alice Dusserre Antonin Guy     | Deutschland Marie Keudel Korbi Kübler                              | Norwegen Eiril Nordbø Storm Veitsle        |

## Gesamtwertung
- Platzierung: Gibt die Reihenfolge der Athleten wieder. Diese wird durch die Anzahl der Goldmedaillen bestimmt. Bei gleicher Anzahl werden die Silbermedaillen verglichen, danach die Bronzemedaillen.
- Name: Nennt den Namen des Athleten.
- Land: Nennt das Land, für das der Athlet startete. Bei einem Wechsel der Nationalität wird das Land genannt, für das der Athlet die letzte Medaille erzielte.
- Jahr: Nennt das Jahr, in dem der Athlet die Medaille(n) gewonnen hat.
- Gold: Nennt die Anzahl der gewonnenen Goldmedaillen.
- Silber: Nennt die Anzahl der gewonnenen Silbermedaillen.
- Bronze: Nennt die Anzahl der gewonnenen Bronzemedaillen.
- Gesamt: Nennt die Anzahl aller gewonnenen Medaillen.

Hinweis: Athleten, welche 2012 in der sportartübergreifenden Staffel Medaillen im Skilanglauf gewonnen haben, werden hier nicht berücksichtigt.
| Platz | Name                             | Land                | Jahr | Gold | Silber | Bronze | Gesamt |
| ----- | -------------------------------- | ------------------- | ---- | ---- | ------ | ------ | ------ |
| 1.    | Antonin Guy                      | Frankreich          | 2024 | 3    | 1      | 0      | 4      |
| 1.    | Franziska Preuß                  | Deutschland         | 2012 | 3    | 1      | 0      | 4      |
| 2.    | Sivert Guttorm Bakken            | Norwegen            | 2016 | 2    | 1      | 0      | 3      |
| 2.    | Aljona Mochowa                   | Russland            | 2020 | 2    | 1      | 0      | 3      |
| 4.    | Carlotta Gautero                 | Italien             | 2024 | 2    | 0      | 0      | 2      |
| 4.    | Niklas Homberg                   | Deutschland         | 2012 | 2    | 0      | 0      | 2      |
| 4.    | Maximilian Janke                 | Deutschland         | 2012 | 2    | 0      | 0      | 2      |
| 6.    | Marthe Kråkstad Johansen         | Norwegen            | 2016 | 1    | 3      | 0      | 4      |
| 7.    | Uljana Kaischewa                 | Russland            | 2012 | 1    | 1      | 1      | 3      |
| 8.    | Marco Barale                     | Italien             | 2020 | 1    | 1      | 0      | 2      |
| 8.    | Fredrik Qvist Bucher-Johannessen | Norwegen            | 2016 | 1    | 1      | 0      | 2      |
| 8.    | Oleg Domitschek                  | Russland            | 2020 | 1    | 1      | 0      | 2      |
| 8.    | Alice Dusserre                   | Frankreich          | 2024 | 1    | 1      | 0      | 2      |
| 8.    | Juliane Frühwirt                 | Deutschland         | 2016 | 1    | 1      | 0      | 2      |
| 8.    | Jeanne Richard                   | Frankreich          | 2020 | 1    | 1      | 0      | 2      |
| 8.    | Linda Zingerle                   | Italien             | 2020 | 1    | 1      | 0      | 2      |
| 14.   | Mathieu Garcia                   | Frankreich          | 2020 | 1    | 0      | 2      | 3      |
| 15.   | Nayeli Mariotti Cavagnet         | Italien             | 2024 | 1    | 0      | 1      | 2      |
| 15.   | Cheng Fangming                   | Volksrepublik China | 2012 | 1    | 0      | 1      | 2      |
| 15.   | Ilona Plecháčová                 | Tschechien          | 2024 | 1    | 0      | 1      | 2      |
| 16.   | Hannes Bacher                    | Italien             | 2024 | 1    | 0      | 0      | 1      |
| 16.   | Nicolò Betemps                   | Italien             | 2020 | 1    | 0      | 0      | 1      |
| 16.   | Émilien Claude                   | Frankreich          | 2016 | 1    | 0      | 0      | 1      |
| 16.   | Michel Deval                     | Italien             | 2024 | 1    | 0      | 0      | 1      |
| 16.   | Chrystyna Dmytrenko              | Ukraine             | 2016 | 1    | 0      | 0      | 1      |
| 16.   | Meng Fanqi                       | Volksrepublik China | 2016 | 1    | 0      | 0      | 1      |
| 16.   | Laura Hengelhaupt                | Deutschland         | 2012 | 1    | 0      | 0      | 1      |
| 16.   | Marit Øygard                     | Norwegen            | 2016 | 1    | 0      | 0      | 1      |
| 16.   | Martina Trabucchi                | Italien             | 2020 | 1    | 0      | 0      | 1      |
| 16.   | Marcin Zawół                     | Polen               | 2020 | 1    | 0      | 0      | 1      |
| 16.   | Zhu Zhenyu                       | Volksrepublik China | 2016 | 1    | 0      | 0      | 1      |
| 25.   | Denis Irodow                     | Russland            | 2020 | 0    | 2      | 0      | 2      |
| 25.   | Marie Keudel                     | Deutschland         | 2024 | 0    | 2      | 0      | 2      |
| 25.   | Anastassija Senowa               | Russland            | 2020 | 0    | 2      | 0      | 2      |
| 25.   | Rene Zahkna                      | Estland             | 2012 | 0    | 2      | 0      | 2      |
| 28.   | Jegor Tutmin                     | Russland            | 2016 | 0    | 1      | 2      | 3      |
| 29.   | Flavio Guy                       | Frankreich          | 2024 | 0    | 1      | 1      | 2      |
| 29.   | Storm Veitsle                    | Norwegen            | 2024 | 0    | 1      | 1      | 2      |
| 29.   | Galina Wischnewskaja             | Kasachstan          | 2012 | 0    | 1      | 1      | 2      |
| 30.   | Kristian André Aaland            | Norwegen            | 2012 | 0    | 1      | 0      | 1      |
| 30.   | Iwan Galuschkin                  | Russland            | 2012 | 0    | 1      | 0      | 1      |
| 30.   | Simon Groß                       | Deutschland         | 2016 | 0    | 1      | 0      | 1      |
| 30.   | Lukas Haslinger                  | Österreich          | 2020 | 0    | 1      | 0      | 1      |
| 30.   | Korbi Kübler                     | Deutschland         | 2024 | 0    | 1      | 0      | 1      |
| 30.   | Håkon Livik                      | Norwegen            | 2012 | 0    | 1      | 0      | 1      |
| 30.   | Karoline Næss                    | Norwegen            | 2012 | 0    | 1      | 0      | 1      |
| 30.   | Franziska Pfnür                  | Deutschland         | 2016 | 0    | 1      | 0      | 1      |
| 30.   | Danilo Riethmüller               | Deutschland         | 2016 | 0    | 1      | 0      | 1      |
| 30.   | Louise Roguet                    | Frankreich          | 2024 | 0    | 1      | 0      | 1      |
| 30.   | Tov Røysland                     | Norwegen            | 2024 | 0    | 1      | 0      | 1      |
| 30.   | Kristin Sandeggen                | Norwegen            | 2012 | 0    | 1      | 0      | 1      |
| 30.   | Ela Sever                        | Slowenien           | 2024 | 0    | 1      | 0      | 1      |
| 39.   | Aristide Bègue                   | Frankreich          | 2012 | 0    | 0      | 2      | 2      |
| 40.   | Oscar Andersson                  | Schweden            | 2020 | 0    | 0      | 1      | 1      |
| 40.   | Sara Andersson                   | Schweden            | 2020 | 0    | 0      | 1      | 1      |
| 40.   | Anna Andexer                     | Österreich          | 2020 | 0    | 0      | 1      | 1      |
| 40.   | Fany Bertrand                    | Frankreich          | 2020 | 0    | 0      | 1      | 1      |
| 40.   | Patrick Braunhofer               | Italien             | 2016 | 0    | 0      | 1      | 1      |
| 40.   | Said Karimulla Chalili           | Russland            | 2016 | 0    | 0      | 1      | 1      |
| 40.   | Chloé Chevalier                  | Frankreich          | 2012 | 0    | 0      | 1      | 1      |
| 40.   | Cedric Christille                | Italien             | 2016 | 0    | 0      | 1      | 1      |
| 40.   | Fabien Claude                    | Frankreich          | 2012 | 0    | 0      | 1      | 1      |
| 40.   | Samuela Comola                   | Italien             | 2016 | 0    | 0      | 1      | 1      |
| 40.   | Sean Doherty                     | Vereinigte Staaten  | 2012 | 0    | 0      | 1      | 1      |
| 40.   | Léa Ducordeau                    | Frankreich          | 2012 | 0    | 0      | 1      | 1      |
| 40.   | Théo Guiraud-Poillot             | Frankreich          | 2020 | 0    | 0      | 1      | 1      |
| 40.   | Lou Jeanmonnot                   | Frankreich          | 2016 | 0    | 0      | 1      | 1      |
| 40.   | Léonie Jeannier                  | Frankreich          | 2020 | 0    | 0      | 1      | 1      |
| 40.   | Julija Kawaleuskaja              | Belarus             | 2020 | 0    | 0      | 1      | 1      |
| 40.   | Anna Kubek                       | Vereinigte Staaten  | 2012 | 0    | 0      | 1      | 1      |
| 40.   | Lukáš Kulhánek                   | Tschechien          | 2024 | 0    | 0      | 1      | 1      |
| 40.   | Irene Lardschneider              | Italien             | 2016 | 0    | 0      | 1      | 1      |
| 40.   | Heda Mikolášová                  | Tschechien          | 2024 | 0    | 0      | 1      | 1      |
| 40.   | Jakub Neuhauser                  | Tschechien          | 2024 | 0    | 0      | 1      | 1      |
| 40.   | Eiril Nordbø                     | Norwegen            | 2024 | 0    | 0      | 1      | 1      |
| 40.   | Arina Pantowa                    | Kasachstan          | 2016 | 0    | 0      | 1      | 1      |
| 40.   | Jekaterina Ponedelko             | Russland            | 2020 | 0    | 0      | 1      | 1      |
| 40.   | Polina Puzko                     | Ukraine             | 2024 | 0    | 0      | 1      | 1      |
| 40.   | Markus Sklenárik                 | Slowakei            | 2024 | 0    | 0      | 1      | 1      |
| 40.   | Vegard Thon                      | Norwegen            | 2020 | 0    | 0      | 1      | 1      |

Stand 24. Januar 2024

## Nationenwertung
| Platz | Land                | Gold | Silber | Bronze | Gesamt |
| ----- | ------------------- | ---- | ------ | ------ | ------ |
| 1.    | Frankreich          | 5    | 2      | 6      | 13     |
| 2.    | Russland            | 4    | 5      | 4      | 13     |
| 3.    | Deutschland         | 4    | 4      | 0      | 8      |
| 4.    | Italien             | 3    | 1      | 2      | 6      |
| 5.    | Norwegen            | 2    | 7      | 2      | 11     |
| 6.    | Volksrepublik China | 2    | 0      | 1      | 3      |
| 7.    | Tschechien          | 1    | 0      | 1      | 2      |
| 8.    | Polen               | 1    | 0      | 0      | 1      |
| 8.    | Ukraine             | 1    | 0      | 0      | 1      |
| 10.   | Estland             | 0    | 2      | 0      | 2      |
| 11.   | Kasachstan          | 0    | 1      | 2      | 3      |
| 12.   | Österreich          | 0    | 1      | 1      | 2      |
| 13.   | Slowenien           | 0    | 1      | 0      | 1      |
| 14.   | Belarus             | 0    | 0      | 1      | 1      |
| 14.   | Schweden            | 0    | 0      | 1      | 1      |
| 14.   | Slowakei            | 0    | 0      | 1      | 1      |
| 14.   | Ukraine             | 0    | 0      | 1      | 1      |
| 14.   | Vereinigte Staaten  | 0    | 0      | 1      | 1      |

Stand 24. Januar 2024